# Zhassulan Koshanov
Zhassulan Koshanov es un luchador kazajo de lucha grecorromana. Ganó la medalla de bronce en el campeonato asiático de 2015 y en Campeonato Mundial Militar de 2014.